# Uranotaenia leucoptera
Uranotaenia leucoptera är en tvåvingeart som först beskrevs av Theobald 1907.  Uranotaenia leucoptera ingår i släktet Uranotaenia och familjen stickmyggor. Inga underarter finns listade i Catalogue of Life.